# Zitouna sportive de Chammakh
 (septembre 2019).
Si vous disposez d'ouvrages ou d'articles de référence ou si vous connaissez des sites web de qualité traitant du thème abordé ici, merci de compléter l'article en donnant les références utiles à sa vérifiabilité et en les liant à la section « Notes et références ».
Maillots
La Zitouna sportive de Chammakh (arabe : الزيتونة الرياضية بشماخ), plus couramment abrégé en ZS Chammakh, est un club tunisien de football fondé en 1976 et basé à Chammakh (Zarzis).
Deuxième club de la ville de Zarzis après l'Espérance sportive de Zarzis, il s'illustre dans le championnat de Ligue III.

## Histoire
La Zitouna sportive de Chammakh est fondée en 1976 et contribue à l'encadrement de milliers de jeunes de la banlieue de Zarzis.
Le club évolue des décennies durant en ligue régionale avant de suspendre toute activité puis de reprendre la compétition en 2015 avec une nouvelle direction.
À l'issue de la saison 2016-2017, le club termine à la onzième et avant-dernière place de la poule Sud de la Ligue III, synonyme de relégation.
Grâce à l'appui de ses supporters et des autorités locales, la Zitouna sportive de Chammakh joue, à partir de 2017, sur sa propre pelouse (artificielle) après l'inauguration du stade de l'Olivier.
Du côté financier, la situation du club s'est améliorée grâce à la contribution de ses supporters, notamment ceux vivant à l'étranger, lesquels permettent à l'équipe d'avoir son propre bus pour ses déplacements.

## Écusson

Logo ancien.
Logo actuel.

## Palmarès
| Compétitions nationales                                                      |
| ---------------------------------------------------------------------------- |
| \| - Championnat de Tunisie de troisième division (1) : - Champion : 2009 \| |
| - Championnat de Tunisie de troisième division (1) : - Champion : 2009       |